# Monsempron-Libos
Monsempron-Libos [mɔ̃sɑ̃pʁɔ̃ libɔs] est une commune du Sud-Ouest de la France située dans le département de Lot-et-Garonne (région Nouvelle-Aquitaine).

## Géographie

### Localisation
Commune de l'aire d'attraction de Fumel située dans son unité urbaine au confluent du Lot et la Lémance entre Villeneuve-sur-Lot et Cahors en périphérie ouest de Fumel.

### Communes limitrophes
Monsempron-Libos est limitrophe de cinq autres communes.
Les communes limitrophes sont  Condezaygues, Cuzorn, Fumel, Saint-Vite et Salles.
| Salles       | Cuzorn           |       |
| Condezaygues | Monsempron-Libos | Fumel |
|              | Saint-Vite       |       |

### Géologie et relief
La superficie de la commune est de 905 hectares ; son altitude varie de 57  à   155 mètres.

### Hydrographie
Le Lot et ses affluents le Rech et la Lémance qui le rejoignent à Libos ont une alimentation pluviale ce qui explique leurs sautes de débit et leurs crues brutales lors d'orage qui prennent parfois un caractère catastrophique.
La Lémance sert de limite naturelle de la commune avec celle de Fumel, ainsi que le Rech avec celle de Condezaygues, et le Lot avec celle de Saint-Vite.

### Climat
Pour des articles plus généraux, voir Climat de la Nouvelle-Aquitaine et Climat de Lot-et-Garonne.
Historiquement, la commune est exposée à un climat océanique aquitain.  
En 2020, Météo-France publie une typologie des climats de la France métropolitaine dans laquelle la commune est exposée à un climat océanique altéré et est dans la région climatique Aquitaine, Gascogne, caractérisée par une pluviométrie abondante au printemps, modérée en automne, un faible ensoleillement au printemps, un été chaud (19,5 °C), des vents faibles, des brouillards fréquents en automne et en hiver et des orages fréquents en été (15 à 20 jours).
Pour la période 1971-2000, la température annuelle moyenne est de 13,1 °C, avec une amplitude thermique annuelle de 15,6 °C. Le cumul annuel moyen de précipitations est de 845 mm, avec 10,5 jours de précipitations en janvier et 6,7 jours en juillet. Pour la période 1991-2020, la température moyenne annuelle observée sur la station météorologique la plus proche, située sur la commune de Lacapelle-Biron à 14 km à vol d'oiseau, est de 13,6 °C et le cumul annuel moyen de précipitations est de 833,3 mm,. Pour l'avenir, les paramètres climatiques de la commune estimés pour 2050 selon différents scénarios d’émission de gaz à effet de serre sont consultables sur un site dédié publié par Météo-France en novembre 2022.

## Urbanisme

### Typologie
Au 1er janvier 2024, Monsempron-Libos est catégorisée petite ville, selon la nouvelle grille communale de densité à sept niveaux définie par l'Insee en 2022.
Elle appartient à l'unité urbaine de Fumel, une agglomération intra-départementale regroupant sept  communes, dont elle est une commune de la banlieue,,. Par ailleurs la commune fait partie de l'aire d'attraction de Fumel, dont elle est une commune du pôle principal,. Cette aire, qui regroupe 10 communes, est catégorisée dans les aires de moins de 50 000 habitants,.

### Occupation des sols

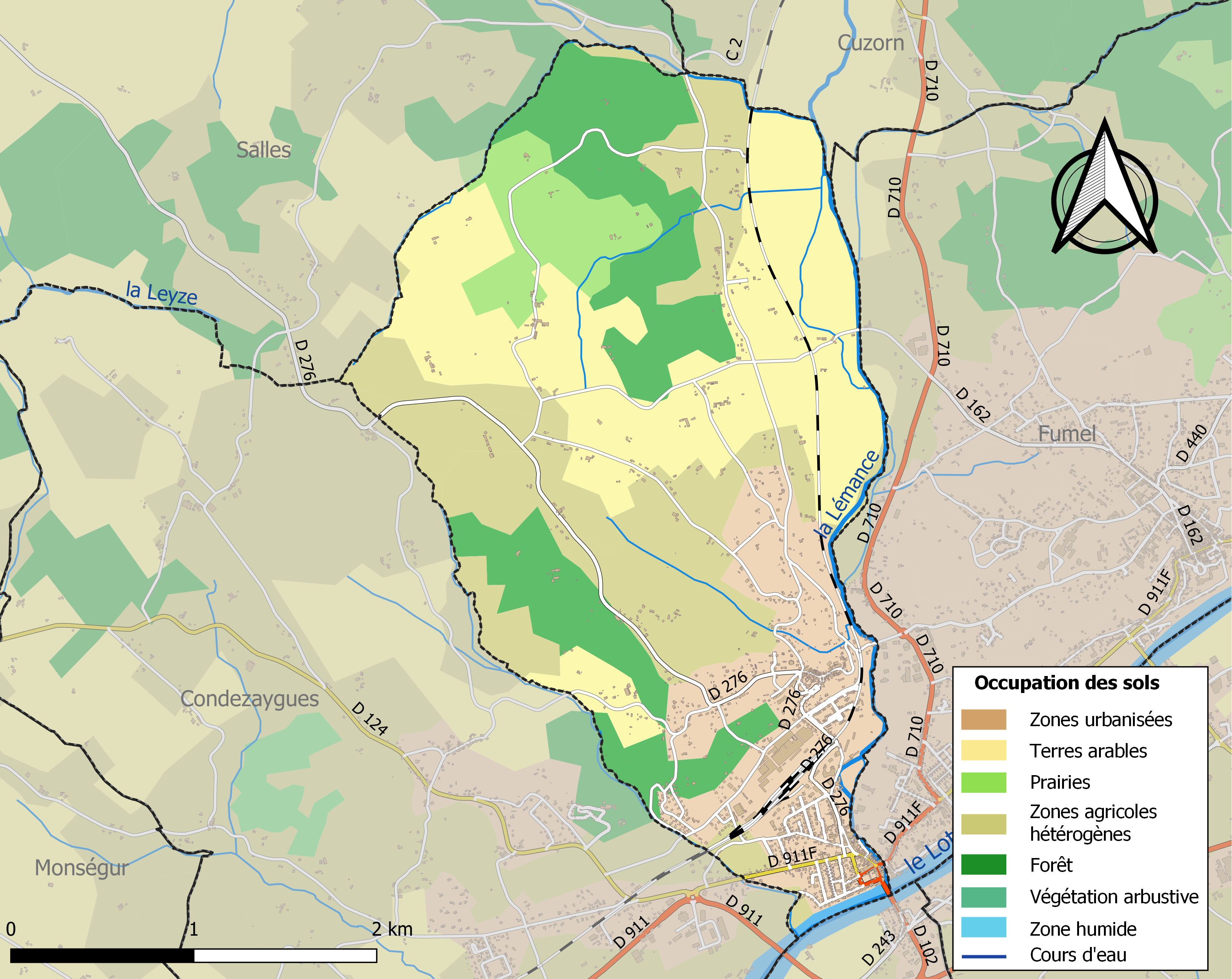
Carte des infrastructures et de l'occupation des sols de la commune en 2018 (CLC).

L'occupation des sols de la commune, telle qu'elle ressort de la base de données européenne d’occupation biophysique des sols Corine Land Cover (CLC), est marquée par l'importance des territoires agricoles (63,3 % en 2018), en diminution par rapport à 1990 (71,9 %). La répartition détaillée en 2018 est la suivante : 
terres arables (30,4 %), zones agricoles hétérogènes (26,7 %), forêts (18,4 %), zones urbanisées (17,8 %), prairies (6,2 %), eaux continentales (0,4 %). L'évolution de l’occupation des sols de la commune et de ses infrastructures peut être observée sur les différentes représentations cartographiques du territoire : la carte de Cassini (XVIIIe siècle), la carte d'état-major (1820-1866) et les cartes ou photos aériennes de l'IGN pour la période actuelle (1950 à aujourd'hui).

### Voies de communication et transports
Par la route, les RD 911, RD 710, RD 102, RD 124 et RD 673. Par le train, la gare de Monsempron-Libos TER Nouvelle-Aquitaine. Par avion, l’aéroport Agen-La Garenne et l’aérodrome de Fumel - Montayral.

### Risques majeurs
Le territoire de la commune de Monsempron-Libos est vulnérable à différents aléas naturels : météorologiques (tempête, orage, neige, grand froid, canicule ou sécheresse), inondations, mouvements de terrains et séisme (sismicité très faible). Il est également exposé à deux risques technologiques,  le transport de matières dangereuses et la rupture d'un barrage. Un site publié par le BRGM permet d'évaluer simplement et rapidement les risques d'un bien localisé soit par son adresse soit par le numéro de sa parcelle.

#### Risques naturels
Certaines parties du territoire communal sont susceptibles d’être affectées par le risque d’inondation par débordement de cours d'eau, notamment le Lot et la Lémance. La commune a été reconnue en état de catastrophe naturelle au titre des dommages causés par les inondations et coulées de boue survenues en 1982, 1993, 1999, 2003, 2008, 2009 et 2021,.
Les mouvements de terrains susceptibles de se produire sur la commune sont des affaissements et effondrements liés aux cavités souterraines (hors mines), des glissements de terrain et des tassements différentiels. Afin de mieux appréhender le risque d’affaissement de terrain, un inventaire national permet de localiser les éventuelles cavités souterraines sur la commune.

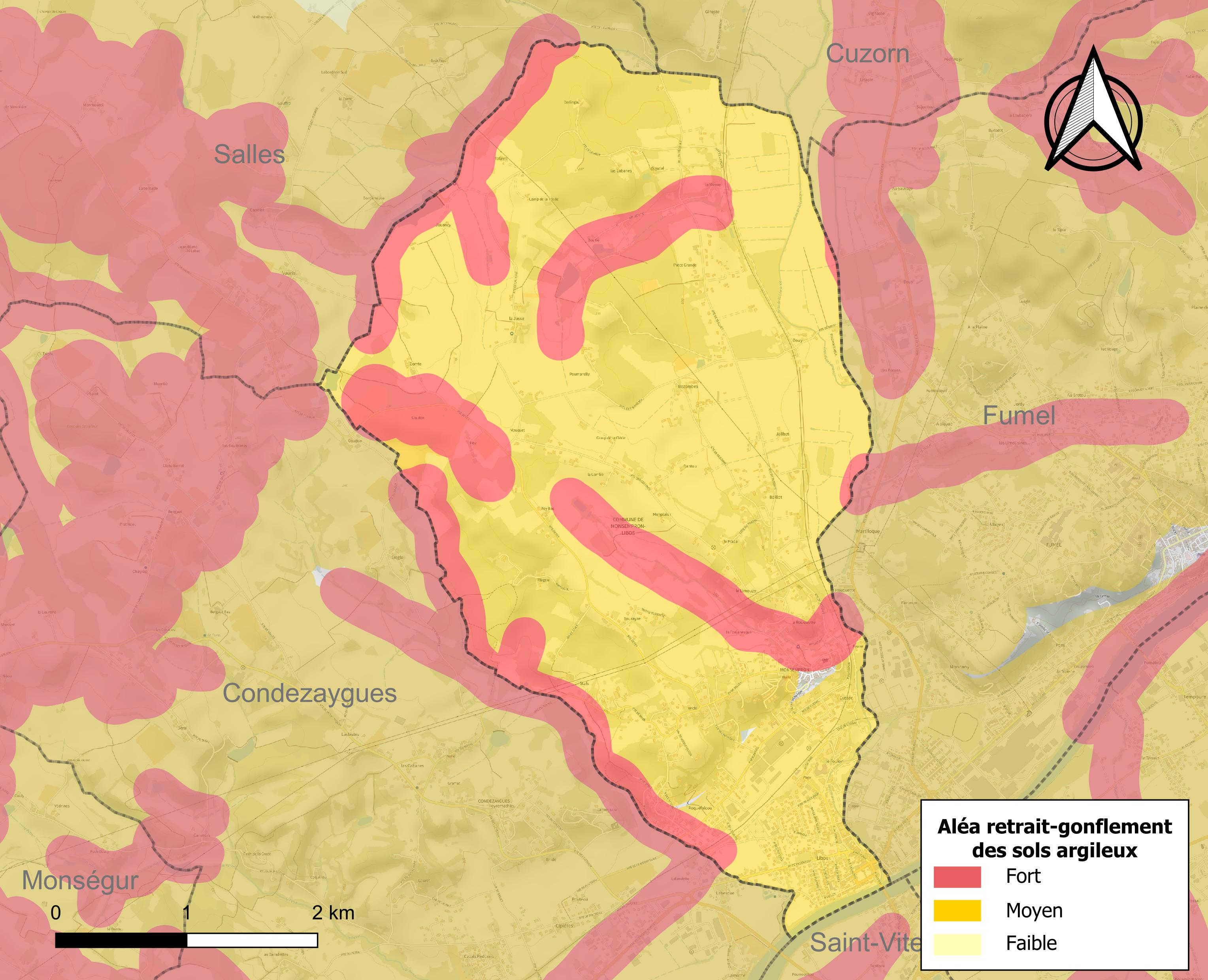
Carte des zones d'aléa retrait-gonflement des sols argileux de Monsempron-Libos.

Le retrait-gonflement des sols argileux est susceptible d'engendrer des dommages importants aux bâtiments en cas d’alternance de périodes de sécheresse et de pluie. 99,7 % de la superficie communale est en aléa moyen ou fort (91,8 % au niveau départemental et 48,5 % au niveau national). Depuis le 1er octobre 2020, en application de la loi ELAN, différentes contraintes s'imposent aux vendeurs, maîtres d'ouvrages ou constructeurs de biens situés dans une zone classée en aléa moyen ou fort,.
Concernant les mouvements de terrains, la commune a été reconnue en état de catastrophe naturelle au titre des dommages causés par la sécheresse en 2003, 2012 et 2017 et par des mouvements de terrain en 1999.

#### Risque technologique
La commune est en outre située en aval des barrages de Grandval dans le Cantal et de Sarrans en Aveyron, des ouvrages de classe A. À ce titre elle est susceptible d’être touchée par l’onde de submersion consécutive à la rupture de cet ouvrage.

## Histoire
- Monsempron (Mons-Sempronius) est un ancien bourg monastique fortifié qui s'est développé à partir d'un prieuré bénédictin de l'abbaye d'Aurillac établi sur une hauteur dominant le confluent de la Lémance et du Lot. Le nom de la gente romaine Sempronia n'indique pas forcément une origine gallo-romaine. Plusieurs Simpronianus sont inscrits dans le martyrologe-nécrologe de Moissac/Duravel, dont un abbé de Moissac du milieu du IXe siècle[25]. Le prieuré de Monsempron ne commence à être connu qu'à partir de la fin du XIe siècle[26]. Le bourg n'apparaît dans les textes qu'au XIIIe siècle[27].

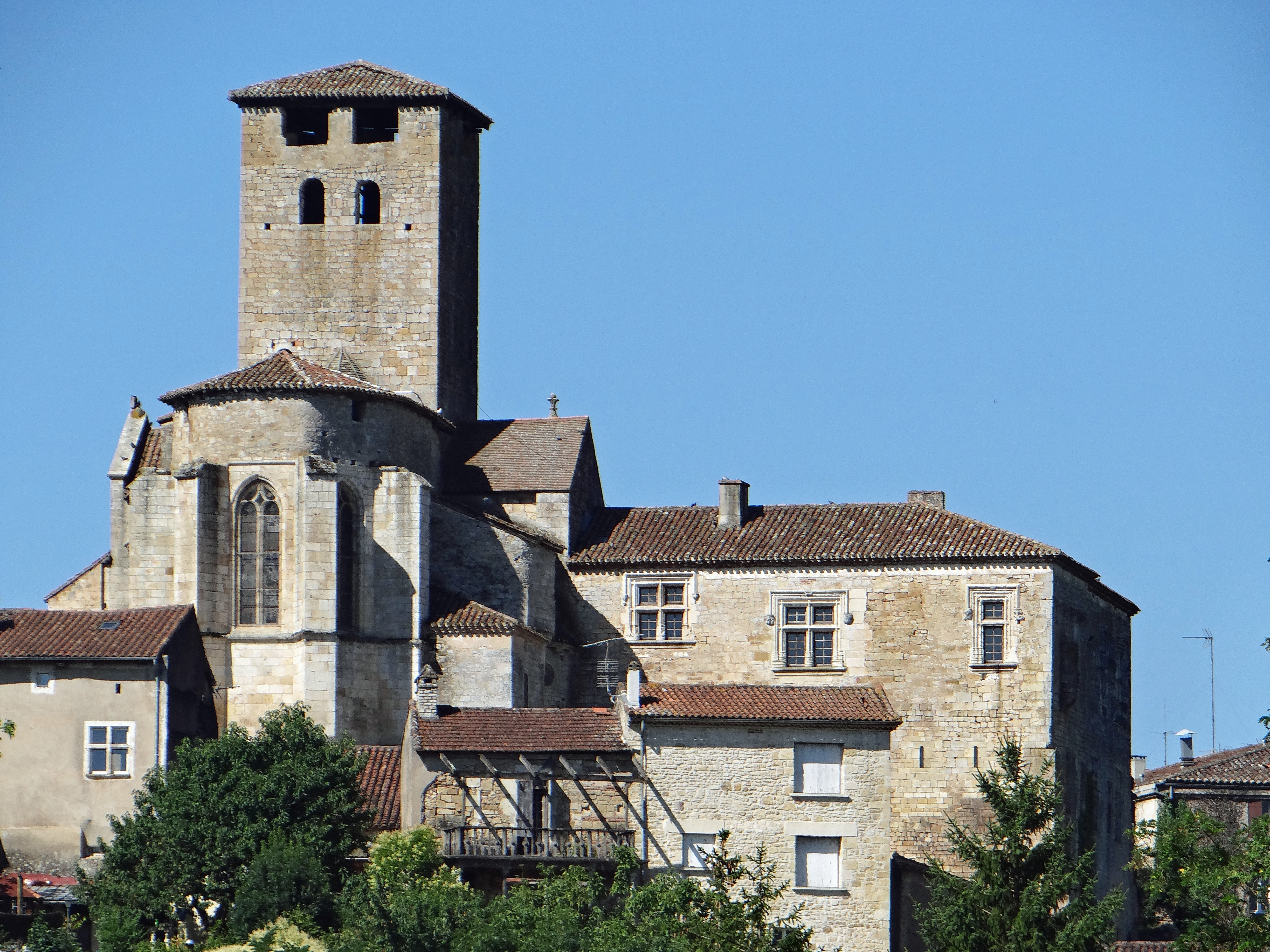
Prieuré Saint-Géraud : l'église et le château prieural.
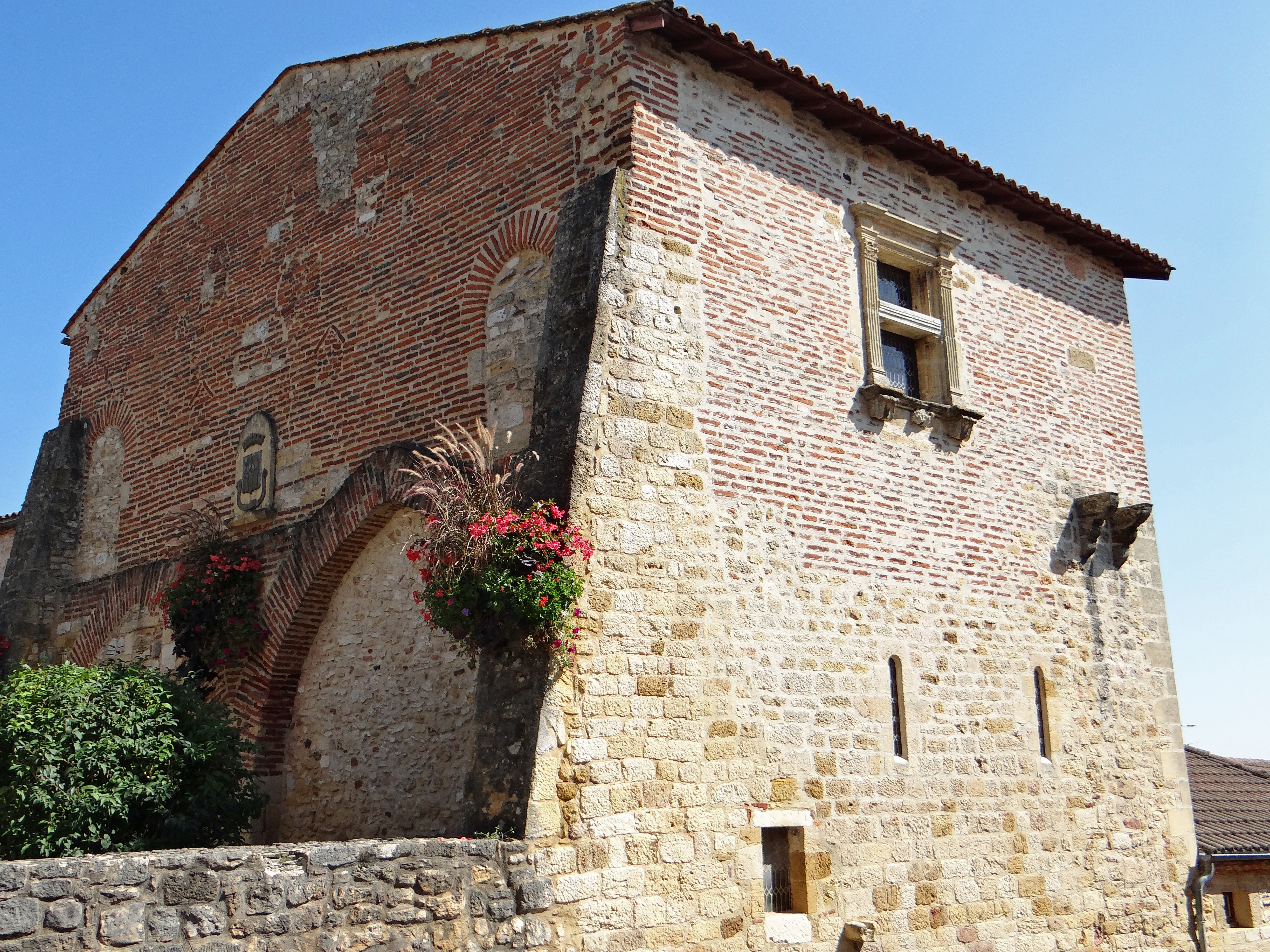
Monsempron : maison près du prieuré avec une fenêtre Renaissance.
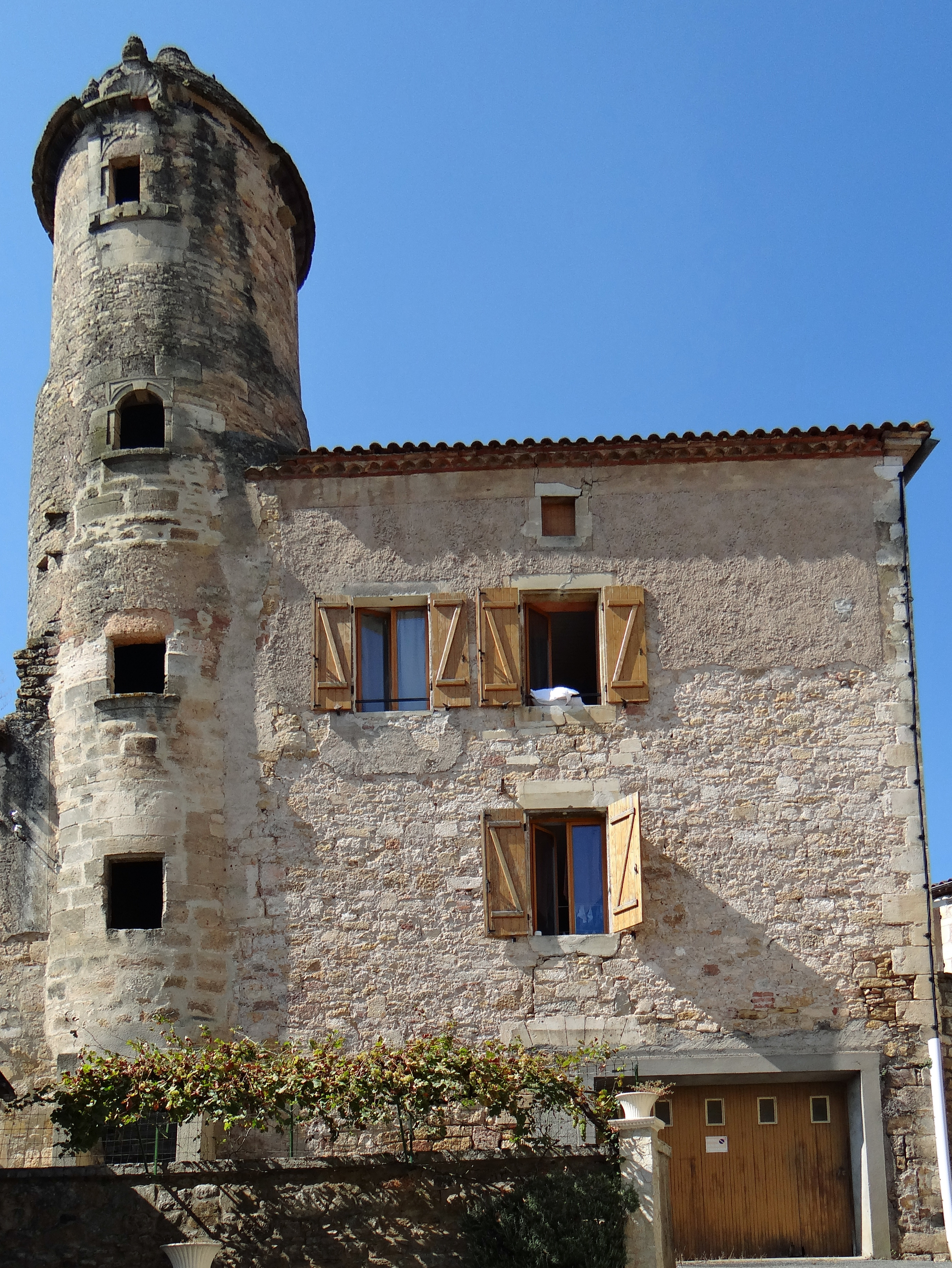
Monsempron : maison avec tour.

- Libos (Arribos au XIIIe siècle) est un ancien port fluvial au confluent de la Lémance et du Lot. L'habitat s'étend à partir de la seconde moitié du XIXe siècle en raison du développement de l'usine sidérurgique de Fumel, à quelques centaines de mètres en amont, au bord du Lot, et grâce aussi à l'implantation d'une gare ferroviaire en 1863 entre Monsempron et Libos. Libos devient une paroisse indépendante en 1847.
- La nouvelle église Notre-Dame de Libos est construite entre 1879 et 1891 à l'ouest de la place Centrale, cette église présente la rare particularité de n'être pas orientée comme traditionnellement vers le levant mais vers le couchant, et ce dès la (re)construction; comme jadis, par exception, au Moyen-Âge à Paris, Saint-Benoit-le-Bétourné ainsi nommé pour son inversion géographique remarquée.
- Le presbytère, lui, est au bon emplacement relativement aux position et orientation de l'ancienne église, comme de tradition.
- On voit, aussi, dans le jardinet du presbytère, le puits, presque systématiquement associé aux églises paroissiales traditionnelles.
- Nous sommes là en présence du cas spécifique d'un presbytère antérieur à son l'église, ce qui par accident, le conforme à l'étymologie du mot presbytère qui veut dire ancien[28].
- Dans la région proche, les églises de Soubirous, de Frayssinet-le-Gélat sont inversées par retournement à 180°.
- Le pont actuel sur le Lot date de 1933. Il a remplacé un pont suspendu construit vers 1835[29].

Le 21 mai 1944, lors d'une opération contre le maquis engagée sur un front allant de Villeneuve-sur-Lot à Frayssinet-le-Gélat, des éléments de la 2e division SS Das Reich raflent plusieurs otages, qui sont enfermés à Vergt-de-Biron avant d'être envoyés à Agen. D'autres rafles et épisodes sanglants ont lieu à Lacapelle-Biron, Dévillac, Frayssinet-le-Gélat, Vergt-de-Biron, Salles, Fumel, Montagnac-sur-Lède, le même jour.
En 1958 le nom de la commune de Monsempron est officiellement modifié pour devenir Monsempron-Libos.

## Politique et administration

### Administration municipale
Le nombre d'habitants au recensement de 2017 étant compris entre 1 500 habitants et 2 499 habitants, le nombre de membres du conseil municipal pour l'élection de 2020 est de dix neuf,.

### Rattachements administratifs et électoraux
La commune fait partie de la 3e circonscription de Lot-et-Garonne de la communauté de communes Fumel Vallée du Lot et du canton du Fumélois (avant le redécoupage départemental de 2014, Monsempron-Libos faisait partie de l'ex-canton de Fumel) et avant le 1er janvier 2017 elle faisait partie de la communauté de communes Fumel Communauté.

### Liste des maires

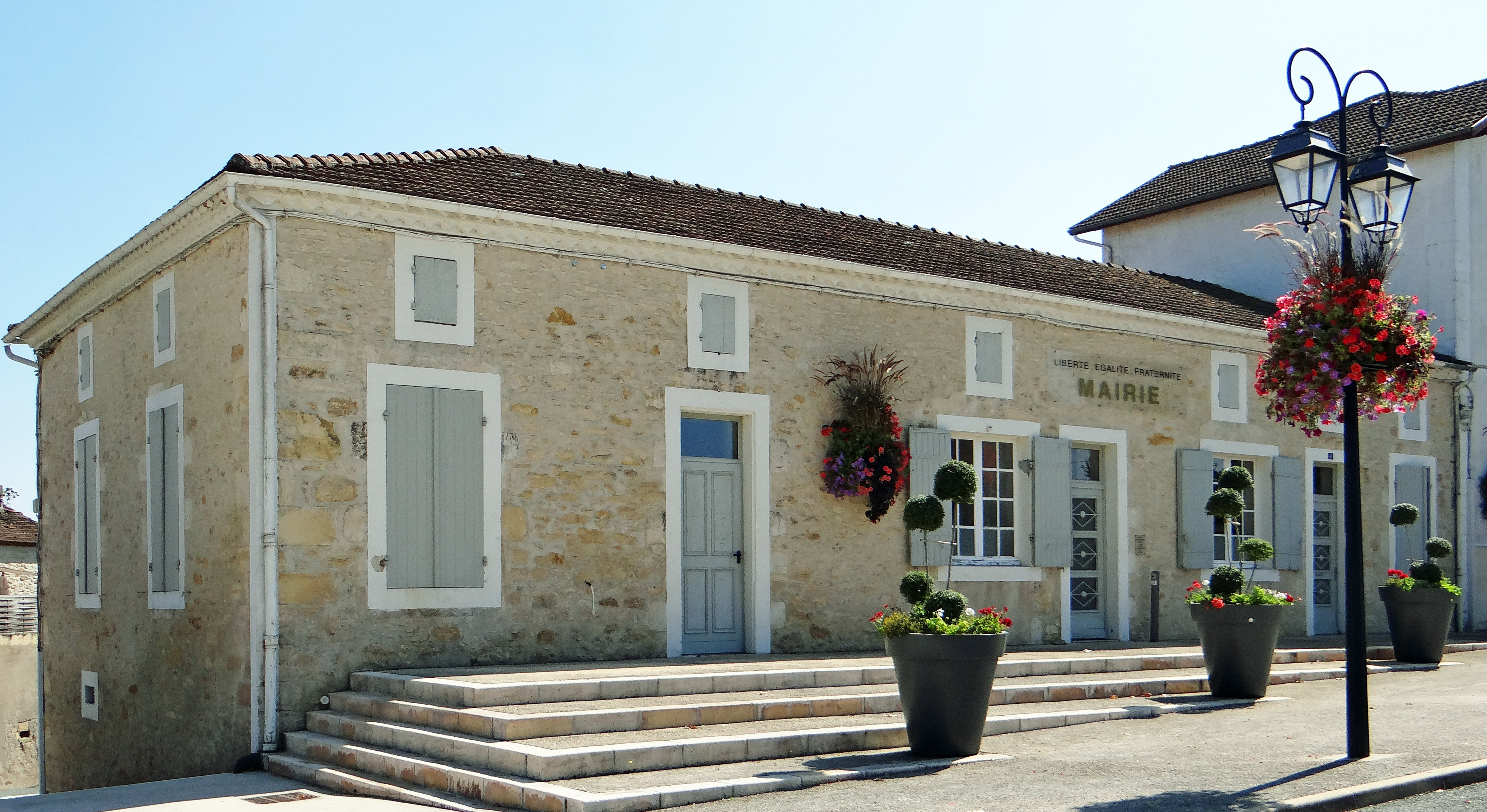
Mairie.

### Jumelages
- Burghausen (Allemagne).
- Almoradí (Espagne).

## Population et société

### Démographie
L'évolution du nombre d'habitants est connue à travers les recensements de la population effectués dans la commune depuis 1793. Pour les communes de moins de 10 000 habitants, une enquête de recensement portant sur toute la population est réalisée tous les cinq ans, les populations de référence des années intermédiaires étant quant à elles estimées par interpolation ou extrapolation. Pour la commune, le premier recensement exhaustif entrant dans le cadre du nouveau dispositif a été réalisé en 2006.

En 2022, la commune comptait 2 104 habitants, en évolution de +0,14 % par rapport à 2016 (Lot-et-Garonne : −0,18 %, France hors Mayotte : +2,11 %).
| 1793 | 1800 | 1806 | 1821 | 1831 | 1836 | 1841 | 1846 | 1851 |
| ---- | ---- | ---- | ---- | ---- | ---- | ---- | ---- | ---- |
| 791  | 793  | 788  | 853  | 811  | 840  | 818  | 828  | 916  |

| 1856 | 1861 | 1866 | 1872 | 1876 | 1881 | 1886  | 1891  | 1896  |
| ---- | ---- | ---- | ---- | ---- | ---- | ----- | ----- | ----- |
| 886  | 918  | 983  | 927  | 918  | 957  | 1 055 | 1 021 | 1 088 |

| 1901  | 1906  | 1911  | 1921  | 1926  | 1931  | 1936  | 1946  | 1954  |
| ----- | ----- | ----- | ----- | ----- | ----- | ----- | ----- | ----- |
| 1 205 | 1 273 | 1 289 | 1 299 | 1 298 | 1 374 | 1 390 | 1 620 | 1 758 |

| 1962  | 1968  | 1975  | 1982  | 1990  | 1999  | 2006  | 2011  | 2016  |
| ----- | ----- | ----- | ----- | ----- | ----- | ----- | ----- | ----- |
| 2 145 | 2 654 | 3 018 | 2 697 | 2 423 | 2 135 | 2 079 | 2 045 | 2 101 |

| 2021  | 2022  | - | - | - | - | - | - | - |
| ----- | ----- | - | - | - | - | - | - | - |
| 2 079 | 2 104 | - | - | - | - | - | - | - |

| selon la population municipale des années : | 1968 | 1975 | 1982 | 1990 | 1999 | 2006 | 2009 | 2013 |
| Rang de la commune dans le département      | 14   | 14   | 20   | 24   | 27   | 29   | 30   | 29   |
| Nombre de communes du département           | 326  | 311  | 313  | 317  | 317  | 319  | 319  | 319  |

### Économie

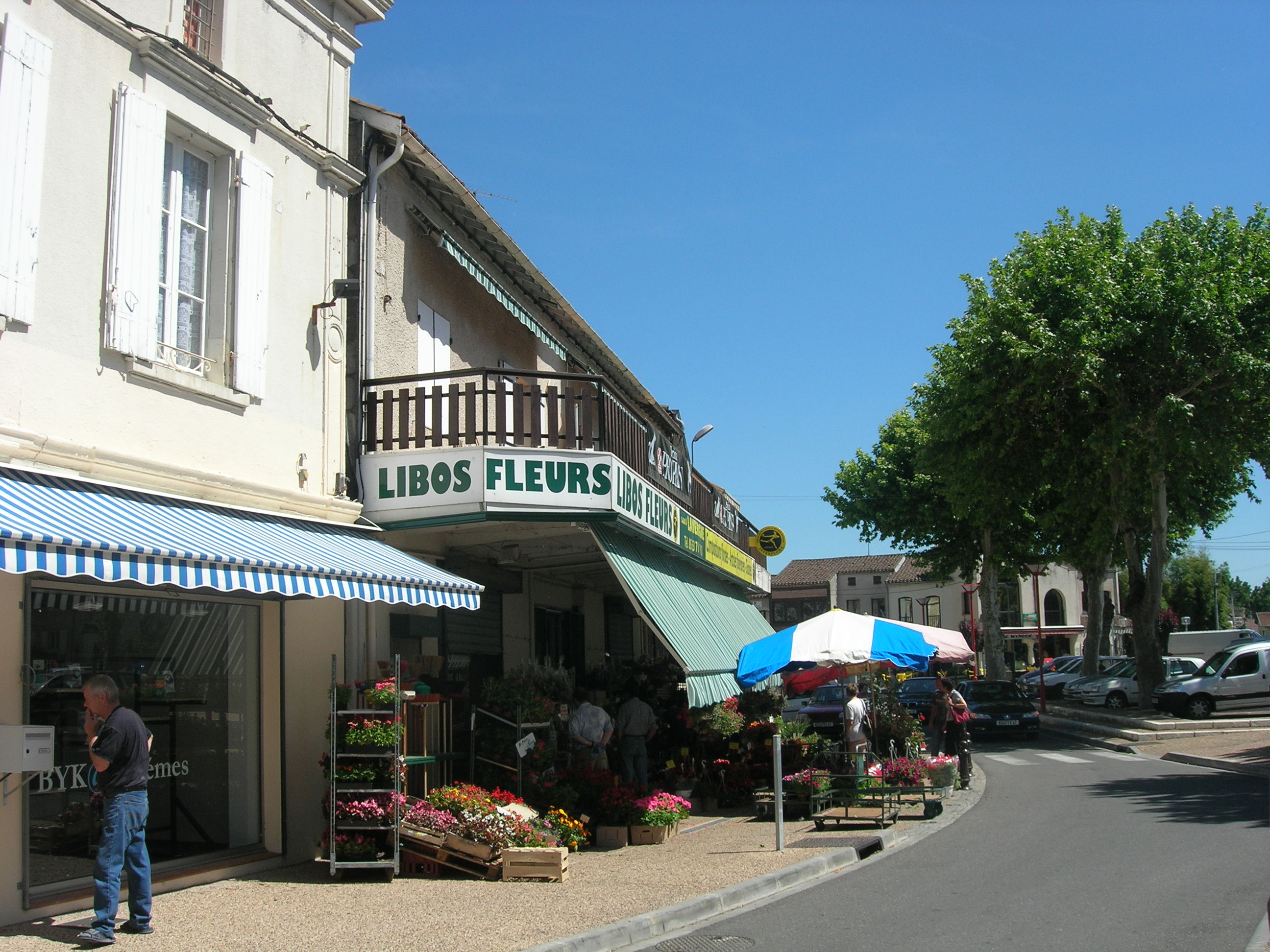
Vue de Libos.

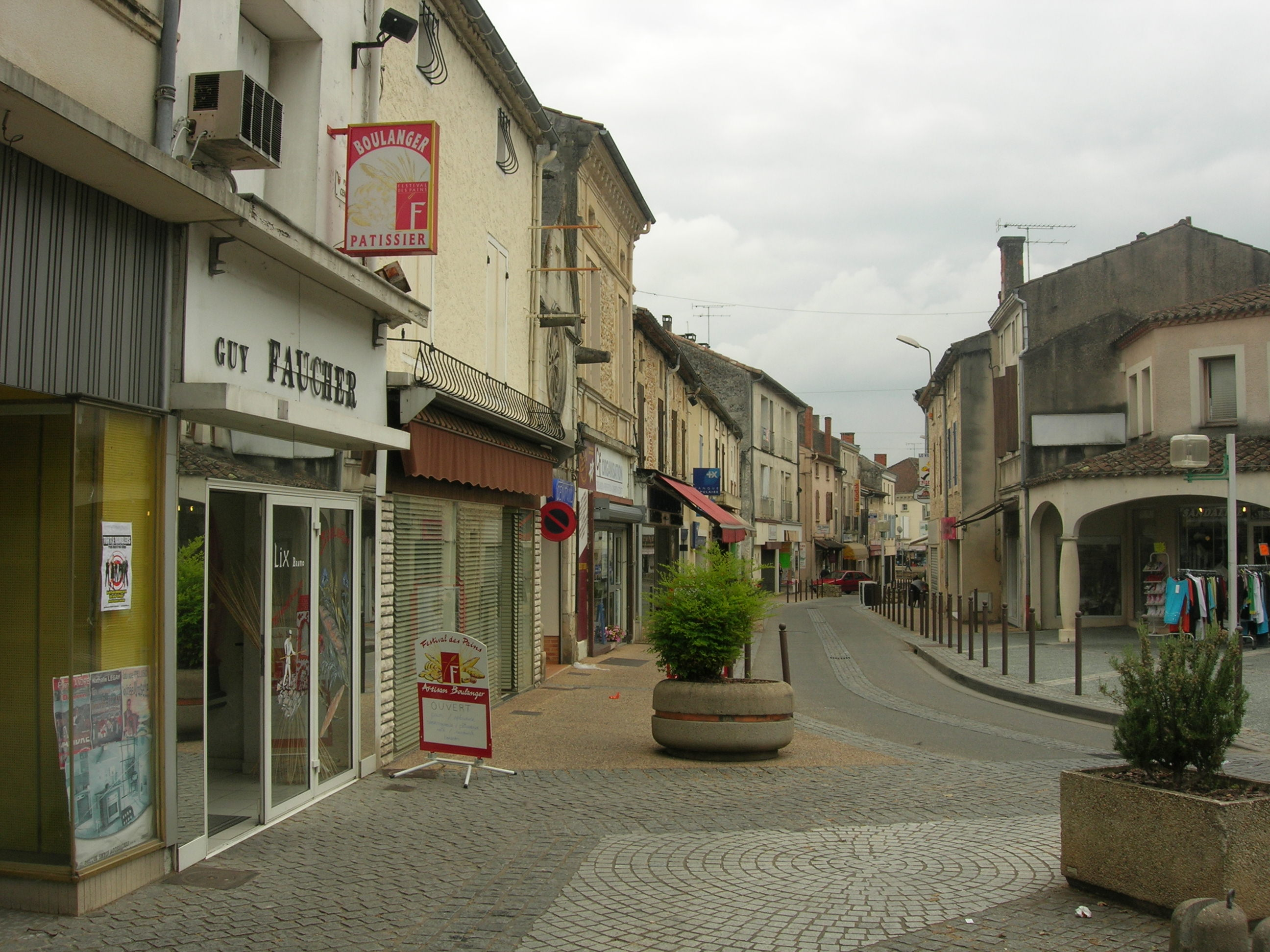
Vue de Libos.

- Briqueterie de briques réfractaires et de produits réfractaires.
- Gare de Monsempron-Libos Gare SNCF sur la ligne de Niversac à Agen desservie par les TER Aquitaine. Voir aussi ancienne ligne de Monsempron-Libos à Cahors.

### Enseignement
Monsempron-Libos fait partie de l'académie de Bordeaux.

### Activités sportives
Rugby à XV (Union sportive Fumel Libos), boxe (boxing club Fumel Libos), chasse, pétanque, randonnée pédestre,

### Écologie et recyclage
La collecte et le traitement des déchets des ménages et des déchets assimilés ainsi que la protection et la mise en valeur de l'environnement se font dans le cadre de la communauté de communes Fumel Vallée du Lot.

## Culture locale et patrimoine

### Manifestations culturelles
- Carnaval de Monsempron-Libos, inscrit à l'Inventaire du patrimoine culturel immatériel en France.

### Lieux et monuments
- Prieuré Saint-Géraud comprenant le château prieural et l'église Saint-Géraud. L'édifice a été classé au titre des monuments historiques en 1848[44].
- Église Notre-Dame de Libos. Elle est inscrite à l'Inventaire général du patrimoine culturel[45].
- Moulins à eau et foulon sur la Lémance.
- Les bords du Lot.
- Jardin du Réseau Cocagne.

### Personnalités liées à la commune
- Guy Ducoloné (1920-2008), homme politique et résistant communiste français. Député et ancien vice-président de l'Assemblée nationale.
- Tino Sabbadini : cycliste.
- Étienne Courtine joueur de rugby à XIII

### Héraldique
| Blason de Monsempron-Libos | Blason  | De gueules à quatre pals abaissés d'or, surmontés de trois flammes d'argent. |
| Blason de Monsempron-Libos | Détails | Le statut officiel du blason reste à déterminer.                             |